# Ховд (сомон)
Ховд (монг.: Ховд) — сомон аймаку Ховд, Монголія. Площа 2,8тис. км², населення 4,5 тис. Центр сомону селище Дунд ус лежить за 1456 км від Улан-Батора, за 41 км від міста Кобдо.

## Рельєф
Гори Хух серх (3775 м), Тумтийн нуруу (3030 м), Делууни ех (3787 м), Аргаль (2897 м), Бургедте (3770 м). Річки: Ховд, Буянт, Уліастай, Дунд ус, Шураг та їхні долини.

## Клімат
Клімат різко континентальний. Щорічні опади в горах 350 мм, у долині річки Ховд — 150 мм. Середня температура січня −22°−25°С, середня температура липня +11°+12°С.

## Природа
Водяться аргалі, корсаки, манули, зайці, вовки, лисиці, тарбагани, дикі кози.

## Корисні копалини
Залізна руда хімічна та будівельна сировина.

## Соціальна сфера
Є школа, лікарня, сфера обслуговування.